# Karabinek AK
Karabinek AK (także: AK-47, ros. AК, Aвтомат Калашникова, pot. kałasznikow, kałach) – radziecki karabinek automatyczny opracowany tuż po II wojnie światowej przez Michaiła Kałasznikowa. Zastąpiony pod koniec lat 50. przez karabinek AKM (będący jego zmodernizowaną wersją). Szerokie rozpowszechnienie broni opartej na systemie AK, czynią tę konstrukcję jedną z najpopularniejszych wśród karabinków automatycznych XX i XXI w.

## Historia

### Powstanie

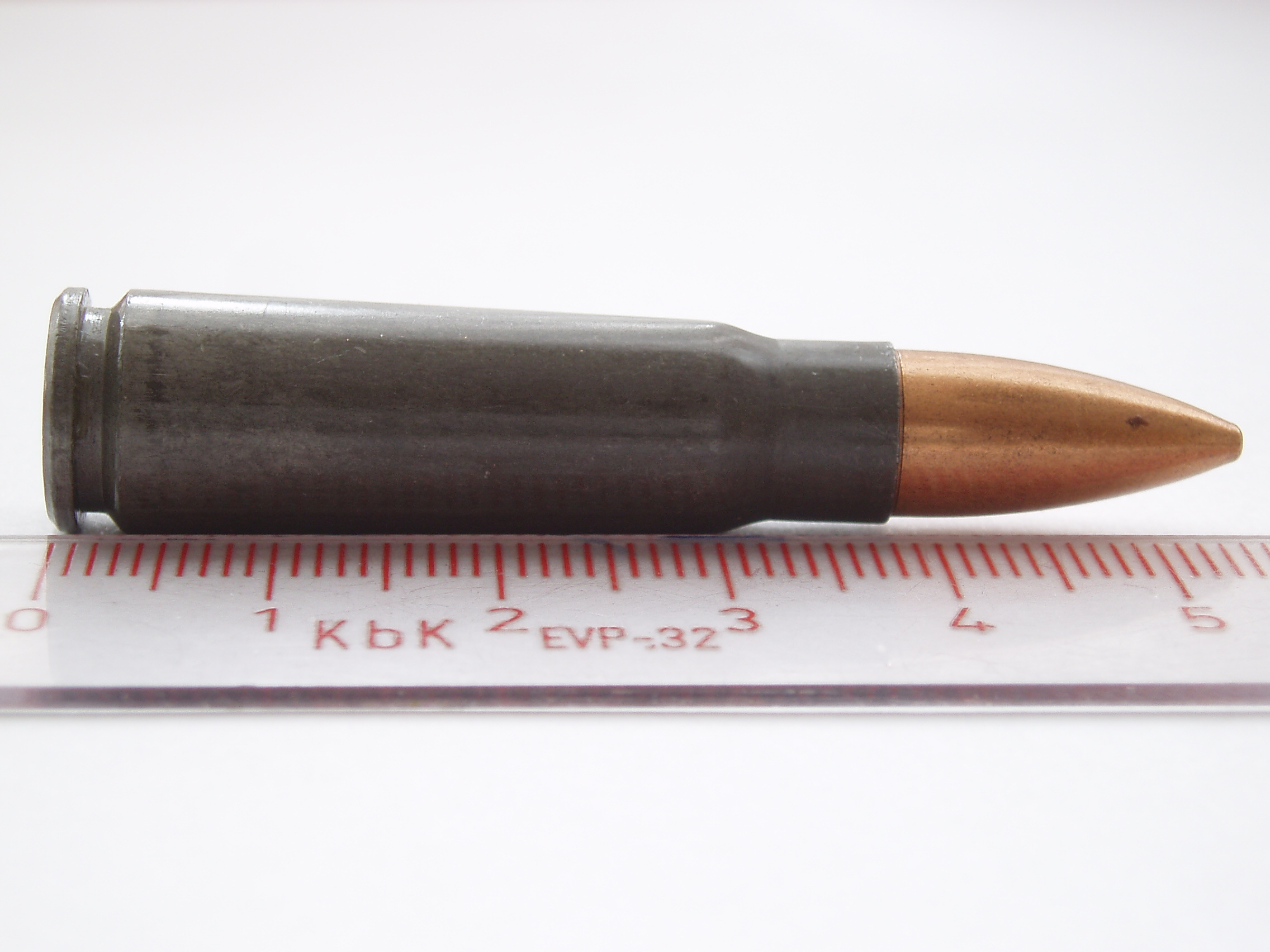
Nabój 7,62 × 39 mm wz. 43

W ZSRR prace nad bronią strzelającą nabojem pośrednim rozpoczęły się już w latach 30. XX wieku, kiedy konstruktorzy radzieccy, w ramach przyjacielskiej współpracy technicznej, zapoznali się z niemieckimi osiągnięciami w tej dziedzinie. Pracowano równocześnie nad amunicją i bronią kalibru 7,62 mm oraz 5,5 mm. Działania te zostały zaniechane w momencie wybuchu wojny. Zajęto się bieżącymi potrzebami frontu. Zainteresowanie bronią na nabój pośredni powróciło po zdobyciu pierwszych egzemplarzy niemieckich karabinków StG44 oraz pojawieniu się, dostarczanych z USA, karabinków M1 posiadających większy zasięg i celność od pistoletów maszynowych PPSz i PPS.
We wrześniu 1943 r., w OKB-44 kierowanym przez inż. Jelizarowa, zakończono prace nad nabojem pośrednim 7,62 × 39 mm. Został on przyjęty do uzbrojenia jako Nabój wz. 43. Od marca 1944 r. rozpoczęto jego eksperymentalną produkcję w fabryce nr 543 w Uljanowsku.
W listopadzie 1943 r. ogłoszono pierwszy konkurs na całą rodzinę broni. Miała się ona stać podstawą uzbrojenia strzeleckiego Armii Radzieckiej. Miał to być: karabin samopowtarzalny, karabinek automatyczny (według radzieckiej nomenklatury – automat) strzelający nabojem pośrednim i ręczny karabin maszynowy. Nowy typ karabinka automatycznego, według założeń, miał być bronią wsparcia. Miał zwiększać siłę ognia drużyny piechoty w ataku i obronie. Nie miał być podstawową bronią piechoty, a jedynie następcą pistoletu maszynowego. Jego masa miała wynosić do 5 kg, a z dwoma pełnymi magazynkami nie przekraczać 9 kg. Broń nie mogła być dłuższa niż 1000 mm, a lufa nie krótsza niż 500 mm. Magazynek miał mieć pojemność co najmniej 30 naboi.
W efekcie powstało 15 prototypowych karabinków automatycznych konstrukcji m.in. Tokariewa, Diegtiariowa, Korowina, Baryszewa, Konstantinowa, Stieczkina, Korobowa (TKB-408) i Sudajewa (AS-44). Wszystkie konstrukcje, po próbach, odrzucono. Najbardziej udany okazał się AS-44, który, jako jedyny, przeszedł pełny program prób. Skoncentrowano się więc na jego doskonaleniu. Do pomocy choremu na białaczkę konstruktorowi przydzielono asystenta – M. T. Kałasznikowa. W wyniku dalszych prac udało się zmniejszyć masę broni do 4,8 kg. Inne parametry były jednak dalej niezadowalające. Z tego powodu komisja wojskowa odrzuciła także ten projekt.

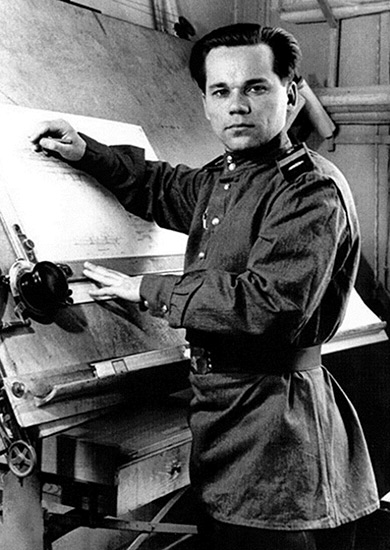
Michaił Kałasznikow w 1944 r.

W maju 1945 r. rozpisano nowy konkurs. Tym razem zakładano przezbrojenie całej piechoty w broń na naboje pośrednie. W konkursie wzięło udział kilkunastu młodych konstruktorów. Najbardziej znanym z nich był Sudajew. I tym razem za najlepszy uznano karabinek AS-44. Nie został on jednak skierowany do produkcji. Prace nad bronią zakończyła śmierć konstruktora w 1946 r.
W 1946 r. rozpisano trzeci konkurs. Tym razem wymagana była długość broni poniżej 900 mm. Karabinki miały występować w dwóch odmianach. Z drewnianą kolbą stałą dla piechoty oraz z kolbą składaną dla młodszych oficerów i wojsk powietrznodesantowych. Zakładano, że głównie ogień będzie prowadzony krótkimi seriami. Wymagano jednak też, by broń była wyposażona w przełącznik rodzaju ognia, który pozwalał prowadzić ogień pojedynczy.

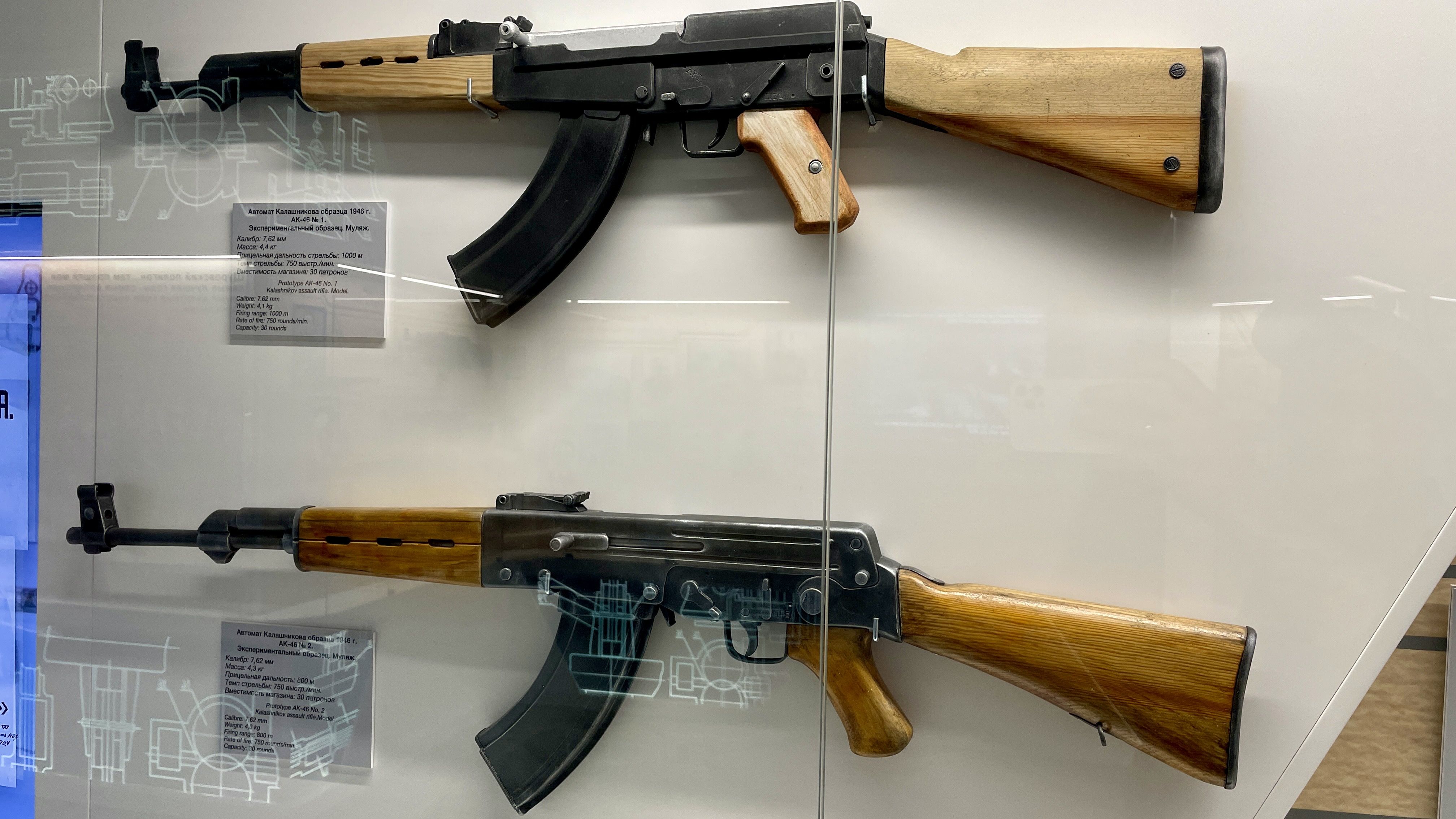
Prototypy AK-46:
nr 1 (na górze) oraz nr 2 (na dole)

Do konkursu zgłoszono 16 projektów. W sierpniu 1946 r. sześć z nich odrzucono jako nieperspektywiczne. Dziesięć pozostałych skierowano do dalszych prac, które zakończyły się w październiku. Wśród nich był karabinek konstrukcji M. T. Kałasznikowa, zgłoszony do konkursu pod godłem „Michtim”. Do fazy badań prototypów zakwalifikowano sześć konstrukcji. Pierwszej nagrody nie przyznano. Drugą otrzymał Rukawisznikow, a trzecią Korobow. Wyróżnienie otrzymał m.in. Kałasznikow. Równocześnie został on skierowany do fabryki nr 2 w Kowrowie. Mógł tam korzystać z nowoczesnego parku maszynowego, a także z pomocy doświadczonego biura konstrukcyjnego. Kałasznikow stanął tam na czele zespołu roboczego, który zajął się wyłącznie dopracowywaniem jego karabinka. Najbliższym jego współpracownikiem stał się młody inżynier Aleksander A. Zajcew. Broń otrzymała oficjalną nazwę Automat Kałasznikowa wz. 1946 nr 1 (AK-46 nr 1). Pracowano jednocześnie nad dwiema odmianami karabinu: z frezowaną komorą zamkową (znany jako AK-1) i z komorą tłoczoną (AK-2). Broń z komorą tłoczoną (prace nad nią były mniej zaawansowane) miała być konstrukcją docelową. AK-1 miał wziąć udział w próbach poligonowych.
Ostatecznie w wyznaczonym terminie dostarczono 5 prototypów:
- AD-46 (KB-Ł-410) (Diemientiewa)
- AB-46 (TKB-415) (Bułkina)
- TKB-408 (Korobowa) w układzie bull-pup
- AR-46 (Rukawisznikowa)
- AK-46 (Kałasznikowa).

Jako broń porównawcza zostały użyte: pistolet maszynowy PPSz, karabinek Sudajewa – AS-44 oraz zdobyczny niemiecki karabinek StG44.
Już na początku odpadł, z powodu nagminnych zacięć, karabinek Rukawisznikowa. Odpadł też karabinek Korobowa, w którym nie wytrzymał zamek i komora zamkowa.
Program prób zakończył się w czerwcu 1947 r. Uznano, że żaden karabinek nie spełnia wymagań.
Dla Kałasznikowa próby zakończyły się niepowodzeniem. Planowano nawet jego konstrukcję wykluczyć z dalszych etapów konkursu. Pomogła interwencja kolegów z Naukowo-Badawczego Poligonu Broni Strzeleckiej, którzy uznali użyty sposób ryglowania broni za najbardziej perspektywiczny. W rezultacie zalecono mu dokonanie poprawek w konstrukcji komory zamkowej i mechanizmu spustowego, poprawę funkcjonowania spustu w trybie samoczynnym. Zlecono też przeniesienie rękojeści napinania, bezpiecznika i przełącznika rodzaju ognia na prawą stronę broni.
Widząc zbliżającą się porażkę, Zajcew postanowił uciec się do podstępu, który był ewidentnym złamaniem warunków konkursu. Namówił do tego Kałasznikowa. W rezultacie do następnego etapu przedstawiono broń o całkowicie zmienionej konstrukcji. Praktycznie był to zupełnie nowy karabinek. Otrzymał on oznaczenie AK-47 nr 1. Po próbach fabrycznych i wprowadzeniu szeregu zmian, nadano mu oznaczenie fabryczne KB-P-580. Powstały trzy prototypy: AK-47 nr 2 i 3 z kolbą stałą, oraz AK-47 nr 4 z kolbą składaną. Mimo napiętych terminów, udało się dostarczyć prototypy na próby, które miały się odbyć w listopadzie 1947 r.
Równocześnie nastąpiły zmiany w konstrukcji naboju pośredniego wz. 43. Od 1945 r. prowadzono z nim nieprzerwane testy. Wykazały one szereg wad amunicji, prowadzących do zrywania kryz i pękania łusek. W wyniku prac prowadzonych w zakładach w Uljanowsku, okazało się, że konieczna jest zmiana długości łuski i szerokości kryzy. Tak powstał nowy nabój 7,62 × 39 mm wz. 43, który latem 1947 r. zastąpił stary nabój 7,62 mm × 41 wz. 43.
Przed rozpoczęciem zaplanowanych prób ogłoszono, że startujące w nich karabinki muszą strzelać nową amunicją. Ostatecznie próby rozpoczęto 16 grudnia 1947 r. Okazało się, że korzystając ze zmiany naboju inni uczestnicy także przebudowali swoje karabinki. Nie były to jednak tak głębokie zmiany jak w broni Kałasznikowa i Zajcewa.
Testy trwały do 11 stycznia 1948 r. Karabinek KB-P-580 wygrał w nich bezdyskusyjnie. Pobił konkurencję w próbach żywotności i niezawodności. Wyróżniał się także prostotą konstrukcji. Mimo oficjalnego protestu pozostałych uczestników konkursu, zapewniło mu to pierwszą lokatę w ogólnej ocenie konstrukcji. Został jednocześnie rekomendowany do przyjęcia na uzbrojenie Armii Radzieckiej.
21 stycznia 1948 r. minister uzbrojenia D. Ustinow, wydał rozkaz zakończenia do 1 czerwca prac nad rodziną broni strzelających nabojem pośrednim. Nakazał też rozpoczęcie przygotowań do jej masowej produkcji. Produkcja karabinków automatycznych Kałasznikowa miała się odbywać w Iżewskich Zakładach Samochodowych. W przygotowaniach brał początkowo udział konstruktor z zespołem. Później zadanie to przejął główny konstruktor fabryki Dawid Winkorjoz.
W lipcu 1948 r. zamówiono partię karabinków AK-47 przeznaczoną do prób w jednostkach wojskowych. Miały się one odbywać w wybranych pododdziałach moskiewskiego, leningradzkiego i środkowoazjatyckiego okręgu wojskowego.
Po próbnej eksploatacji i wprowadzeniu poprawek, powstał kolejny wariant przedseryjny. Nosił on oznaczenie AK-48. Występował w dwóch wariantach: AK-48 nr 1 – z kolbą stałą i AK-48 nr 2 – z kolbą składaną.
Nie osiągnięto w nim spodziewanej poprawy celności. Dowództwo Armii Radzieckiej zrezygnowało w końcu z tego wymogu. Zakładano, że w nowe karabinki będzie uzbrojonych sześciu żołnierzy w każdej drużynie piechoty. Mieli oni stanowić jej główną siłę ognia, prowadzonego krótkimi seriami, na niewielkich dystansach. Nadzwyczajna celność nie była więc potrzebna. Precyzyjny ogień mieli prowadzić pozostali żołnierze, uzbrojeni w karabinki SKS. Nie chciano też zbytniego przedłużania przygotowań do produkcji. Chodziło o jak najszybsze zastąpienie karabinów Mosina, oraz pistoletów maszynowych PPSz i PPS.
Na początku 1949 r. zostały więc, trochę pośpiesznie, przyjęte na uzbrojenie Armii Radzieckiej:
- 7,62 mm Автомат Калашникова (АК) – podstawowa odmiana z kolbą stałą
- 7,62 mm Автомат Калашникова со складывающнмся прикладом (AKS) – odmiana z kolbą składaną.

W nagrodę M.T. Kałasznikow został odznaczony Nagrodą Stalinowską I stopnia.

### Produkcja

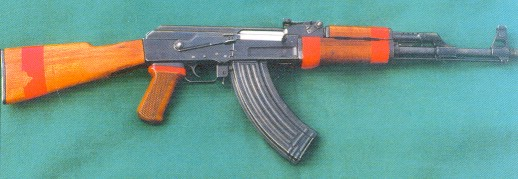
AK (najnowszy typ komory zamkowej)

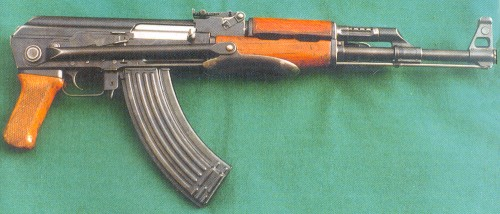
AKS

W sierpniu 1949 r. podjęto decyzję o całkowitym przezbrojeniu Armii Radzieckiej w nowe karabinki. Zaplanowano dostarczenie w latach 1951–1955 2,5 mln karabinków AK oraz 1,5 mln karabinów AKS.
Pierwszym producentem AK były zakłady nr 74 w Iżewsku. Fabryka miała duże kłopoty z uruchomieniem produkcji nowej broni. Okazało się, że konieczne jest dokonanie ponad 450 poprawek w dokumentacji technicznej. Karabinki te są określane jako AK typu I. Posiadały one komory zamkowe wykonane metodą głębokiego tłoczenia. Okazało się, że fabryka ma kłopoty z wdrożeniem tej technologii. Opracowano nową komorę zamkową wykonywaną poprzez frezowanie z odkuwki. Komora zamkowa typu II była uniwersalna i stosowano ją zarówno w karabinkach AK, jak i AKS. Montaż kolby stałej był możliwy dzięki zastosowaniu osady łączącej komorę zamkową z kolbą. Ponieważ element ten osłabiał mocowanie kolby, od 1953 roku rozpoczęto produkcję AK z ponownie przekonstruowaną komorą zamkową. Jest ona znana jako typ III. Była ona wykonywana identyczną technologią jak komora zamkowa typu II, ale była produkowana w dwóch wersjach (dla karabinków AK i AKS) różniących się sposobem montażu kolby, dzięki czemu wyeliminowano osadę kolby stałej. Wersja z 1953 r. stała się ostateczną i jest najbardziej rozpowszechnionym modelem AK.
Od 1956 r. ZSRR rozpoczął sprzedaż licencji na produkcję AK do sojuszniczych państw bloku wschodniego (w tym m.in. do Polski gdzie wyprodukowano 44 060 szt. AK typu III oraz 328 850 szt. AKS). AK produkowany był w wielu państwach świata (w tym bezlicencyjnie), a na jego bazie opracowywano również wersje regionalne jak np. MPi-K (w NRD), Typ 56 (w Chinach), Valmet M62 (w Finlandii) czy AR-M1 (w Bułgarii).

### Modernizacja i rozwój

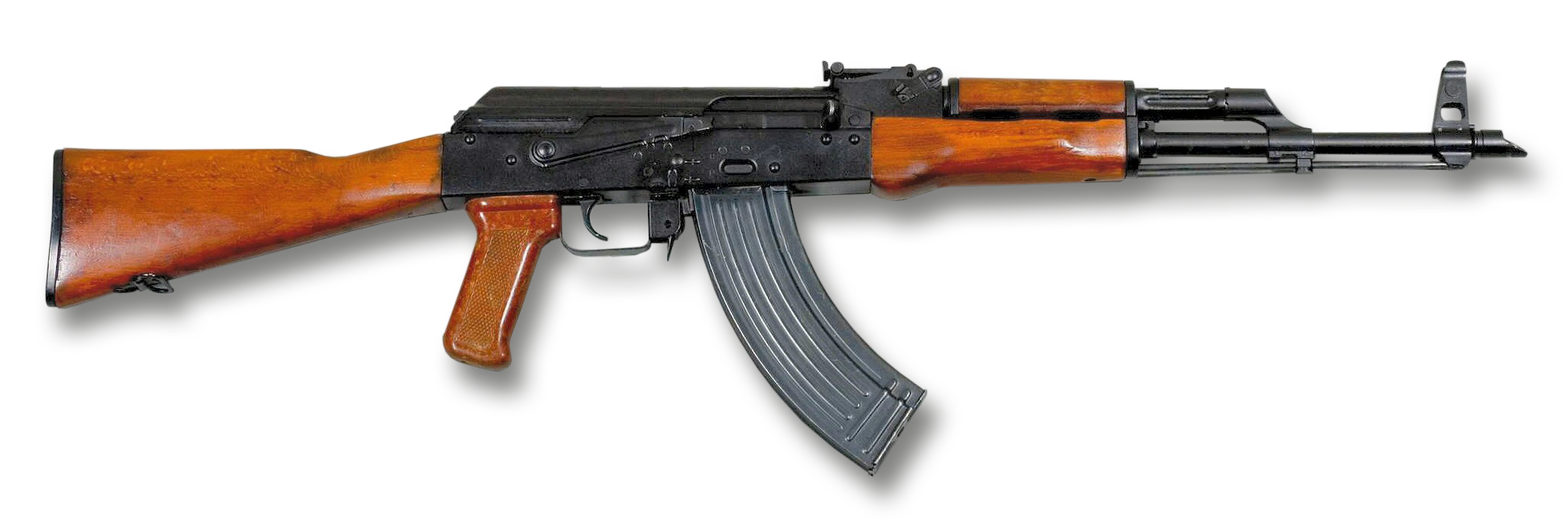
AKM

Jeszcze w 1956 r. w ZSRR karabinek poddano modernizacji wprowadzając w nim szereg drobnych usprawnień (np. opóźniacz kurka zmniejszający rozrzut przy ogniu ciągłym), oraz lepiej przystosowując go do produkcji masowej. Tak zmodernizowana wersja w 1958 r. została przyjęta na wyposażenie Armii Radzieckiej jako AKM, a od lat 60. XX w. rozpoczęto sprzedaż licencji na jej produkcję również do innych państw. Z czasem AKM stał się najbardziej rozpowszechnioną pochodną wersją AK.

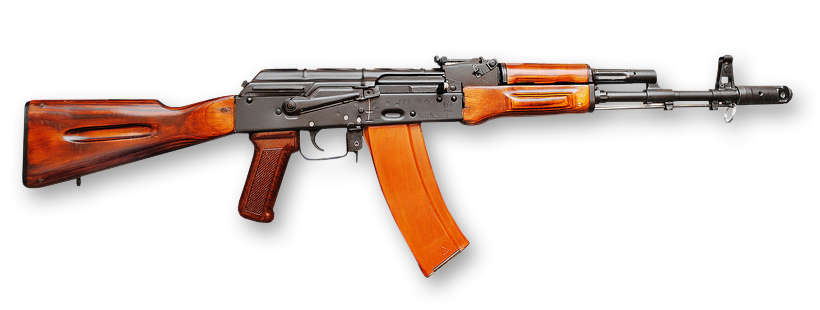
AK-74

Na tym jednak nie zakończył się jego rozwój. W latach 70. XX w. w ZSRR opracowano jego kolejną wersję rozwojową – AK-74 (przystosowaną do nowoczesnej małokalibrowej amunicji 5,45 × 39 mm), która w zmodernizowanej wersji (AK-74M) stanowi obecnie podstawowy karabinek Sił Zbrojnych Federacji Rosyjskiej. Konstrukcja jest nadal rozwijana czego przykładem mogą być prace prowadzone nad karabinkiem AK-12 (docelowo mającym zastąpić AK-74 w armii rosyjskiej).

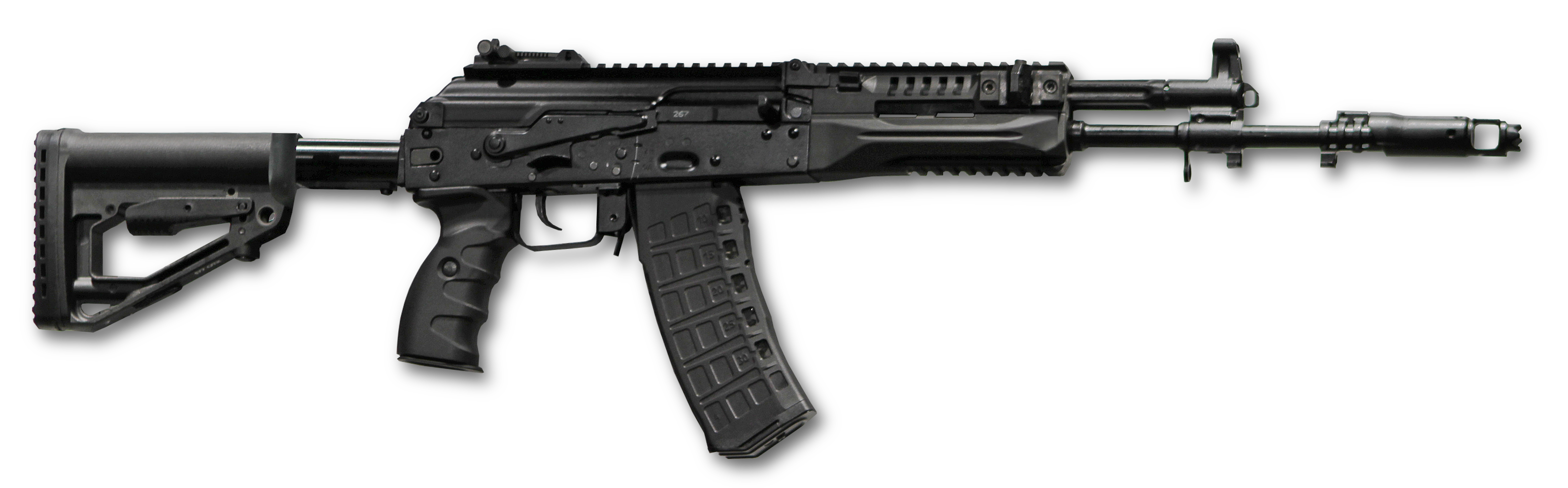
AK-12

Opracowany pod koniec lat 40. XX w. karabinek AK okazał się konstrukcją ponadczasową i stał się podstawą do powstania opartej na nim całej rodziny broni palnej włączając w to pistolety maszynowe (np. PP-19 Bizon), strzelby (np. Sajga-12), subkarabinki (np. AKS-74U), karabinki (np. kbs wz. 96 Beryl), ręczne karabiny maszynowe (np. RPK), a nawet karabiny wyborowe (np. PSL). Karabinki z rodziny AK nadal cieszą się ogromną popularnością i stanowią podstawowe uzbrojenie strzeleckie wielu armii świata (w tym m.in. Polski).

## Konstrukcja

### Opis techniczny

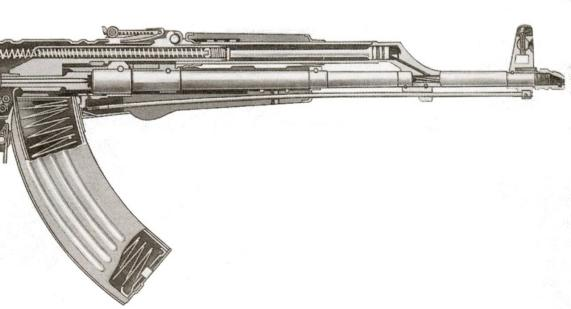

Karabinek automatyczny AK jest bronią samoczynno-samopowtarzalną, działającą na zasadzie odprowadzenia gazów przez boczny otwór w lufie do komory gazowej, umieszczonej nad lufą. Elementem łączącym zespoły i mechanizmy karabinka jest komora zamkowa, wykonana ze stali metodą obróbki wiórowej. Wewnątrz niej znajdują się: mechanizm powrotny, opory ryglowe, mechanizm spustowo-uderzeniowy, wyrzutnik łusek oraz zespół odrzutowy. Do komory w sposób trwały jest przyłączona lufa (za pomocą gwintu), kolba stała (AK) lub składana (AKS), rękojeść typu pistoletowego i kabłąk języka spustowego z zatrzaskiem magazynka, natomiast w sposób rozłączny – magazynek i pokrywa komory zamkowej.
Lufa karabinka ma przewód z bruzdowaną częścią prowadzącą (4 bruzdy prawoskrętne) i komorą nabojową. Na jej zewnętrznej części wylotowej jest nacięty gwint lewoskrętny, służący do nakręcania odrzutnika (do strzelania 7,62 mm nabojami ślepymi wz. 1943) lub tłumika dźwięku i płomieni PBS-1.
Na lufie za pomocą kołków są zamocowane: podstawa muszki, komora gazowa z gniazdem tłoka gazowego, pierścień oporowy do zamocowania łoża i podstawa celownika. Między komorą gazową i podstawą celownika jest zamontowana rura gazowa z nakładką ochronną, zabezpieczona przed wypadnięciem łącznikiem obrotowym. Zespół odrzutowy karabinka stanowi suwadło (tworzące z tłoczyskiem i tłokiem gazowym jedną całość) oraz prowadzony przez nie zamek. Suwadło wodzi się w prowadnicach komory zamkowej. Jest ono podparte sprężyną powrotną nałożoną współosiowo na żerdź, która jest połączona teleskopowo z prowadnicą sprężyny. Stopka prowadnicy jest oparta o tylec komory zamkowej i ma ząb stanowiący zatrzask pokrywy zamkowej. Suwadło wymusza zaryglowanie i odryglowanie zamka, napina kurek oraz stanowi prowadnicę cylindrycznej części zamka. Zamek w przedniej części ma dwa rygle, występ prowadzący – do współpracy ze skosem ryglującym i odryglowującym suwadła. Występ dosyłający nabój do komory nabojowej, czółko do pomieszczenia dna łuski oraz wyciąg łusek zaopatrzony w pazur i sprężynę. Ryglowanie przewodu lufy następuje przez obrót zamka w prawo w wyniku przesunięcia rygli zamka za opory ryglowe komory gazowej. W karabinku zastosowano mechanizm spustowo-uderzeniowy działający na zasadzie przechwytywania kurka, zawierający spust obrotowy w formie dźwigni dwuramiennej. Samoczynny bezpiecznik (uniemożliwiający odpalenie przy niezaryglowanym zamku), zaczep do prowadzenia ognia pojedynczego (spełniający funkcję przerywacza), kurek ze sprężyną spustowo-uderzeniową. Iglicę umieszczoną w zamku i przełącznik rodzaju ognia, spełniający jednocześnie funkcję bezpiecznika przed przypadkowym wystrzałem. Przełącznik uruchamiany ramieniem nastawczym umieszczonym na prawej ściance komory zamkowej może zajmować trzy położenia: dolne (P) – umożliwiające prowadzenie ognia pojedynczego, środkowe (C) – ognia ciągłego oraz górne – powodujące zabezpieczenie broni. Karabinek można zabezpieczyć zarówno podczas przerwy w strzelaniu (z kurkiem napiętym i wprowadzonym nabojem do komory nabojowej), jak i po jego zakończeniu (po rozładowaniu broni i zwolnieniu kurka). W położeniu zabezpieczonym dźwignia przełącznika unieruchamia spust uniemożliwiając zwolnienie kurka, a ramię przełącznika blokuje zespół odrzutowy w przednim położeniu.
Zasilanie broni odbywa się z dwurzędowego magazynka łukowego o pojemności 30 nabojów wykonanego z blachy stalowej metodą tłoczenia. W karabinie zastosowano muszkę typu słupkowego oraz celownik krzywkowy wyposażony w odchylane ramię z otwartą szczerbinką prostokątną i naniesioną podziałką odległości. Żądaną nastawę celownika w zakresie od 100 do 800 m (co 100 m) ustawia się suwakiem ramienia celownika, którego zatrzask wchodzi w nacięcia prawej krawędzi ramienia.

### Ocena konstrukcji
Karabinki z rodziny AK oceniane są jako broń bardzo trwała, niezawodna oraz bardzo odporna na zanieczyszczenia i zaniedbania eksploatacyjne. Są również proste w obsłudze i tanie w produkcji. Cechy te sprawiają, że karabinki wywodzące się od AK świetnie nadają się do masowej produkcji i mogą być sprawnie wykorzystywane nawet przez słabo wyszkolone oddziały.
Do wad karabinków AK zalicza się między innymi bardzo niską (jak na współczesne standardy) ergonomię oraz niską celność na dystansach powyżej 300 m. Wziąwszy jednak pod uwagę fakt, że w 85% przypadków z broni tego typu strzela się na odległości poniżej 300 metrów, wada ta nie ma większego znaczenia. Problematyczny jest również sposób montażu na karabinkach celowników optycznych i kolimatorowych (pod koniec lat 40. XX w. nie przewidywano takiej opcji), ze względu na sposób rozkładania broni (zamykana blaszaną klapą komora zamkowa). Istotną wadą jest również ułożenie kolby względem lufy (nie są ułożone w jednej osi) co generuje dość znaczny podrzut broni.

### Wyposażenie dodatkowe
W skład wyposażenia dodatkowego karabinka AK wchodził:
- bagnet 6H2
- parciany pas nośny,
- wycior (umieszczony pod lufą)
- przybornik z narzędziami do rozkładania i konserwacji:
  - przecieracz
  - szczoteczka do konserwacji przewodu lufy i komory gazowej
  - przebijak
  - kluczyk-wkrętak
  - olejarka dwukomorowa

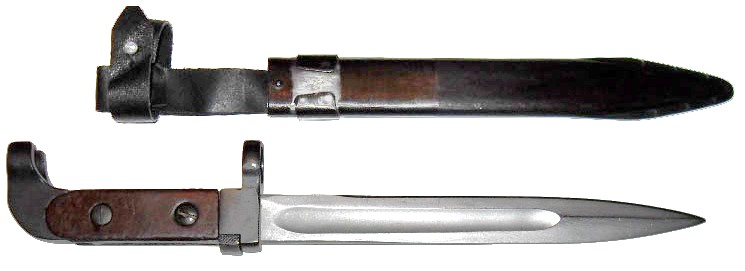
Bagnet 6H2
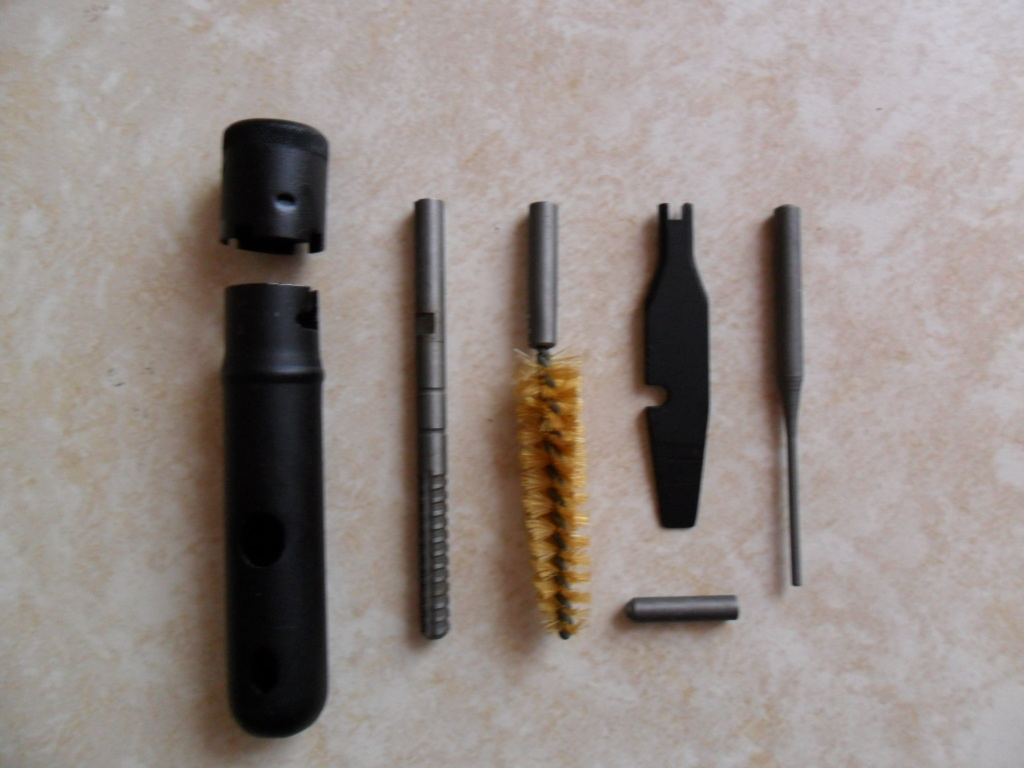
Przybornik z narzędziami

## Kontrowersje

### Kwestia nazwy
Wobec karabinka AK powszechnie stosowana jest również nazwa AK-47, jednak wzbudza ona wiele kontrowersji i niekiedy uznawana jest za niepoprawną. Wiąże się to z faktem, iż Armia Radziecka w okresie użytkowania tego karabinka co do zasady nie stosowała oznaczeń rocznikowych wobec broni strzeleckiej, a nazwy pokroju „AK-46”, „AK-47” i „AK-48” odnosiły się do konstrukcji prototypowych. Mimo to nazwa „AK-47” pojawia się w instrukcji obsługi karabinka wydanej w 1949 r., a więc pierwszym roku produkcji seryjnej, jednak w instrukcji wydanej w 1958 r. oznaczenie rocznikowe już nie występuje i stosowana jest nazwa „AK”. Ponadto „AK-47” pojawiała się również w instrukcjach obsługi czołgów T-55, T-62, T-64 oraz transportera opancerzonego BTR-60. Nie jest zatem do końca jasne czy „AK-47” było pierwotną nazwą karabinka Kałasznikowa, którą później zastąpiono przez „AK” (rezygnując z oznaczenia rocznikowego), czy też był to wynik pewnego bałaganu w systemie nazewnictwa i obu nazw używano przez pewien czas zamiennie. Nie zmienia to jednak faktu, iż pomimo uznawania nazwy „AK” za podstawową dla tego karabinka, to nazwa „AK-47” również pojawiała się w oficjalnych dokumentach Armii Radzieckiej. Poza tym karabinek Kałasznikowa funkcjonował również pod oznaczeniami kodowymi jako: „wyrób 56-A-212” (dla AK), oraz „wyrób 56-A-212M” (dla AKS).

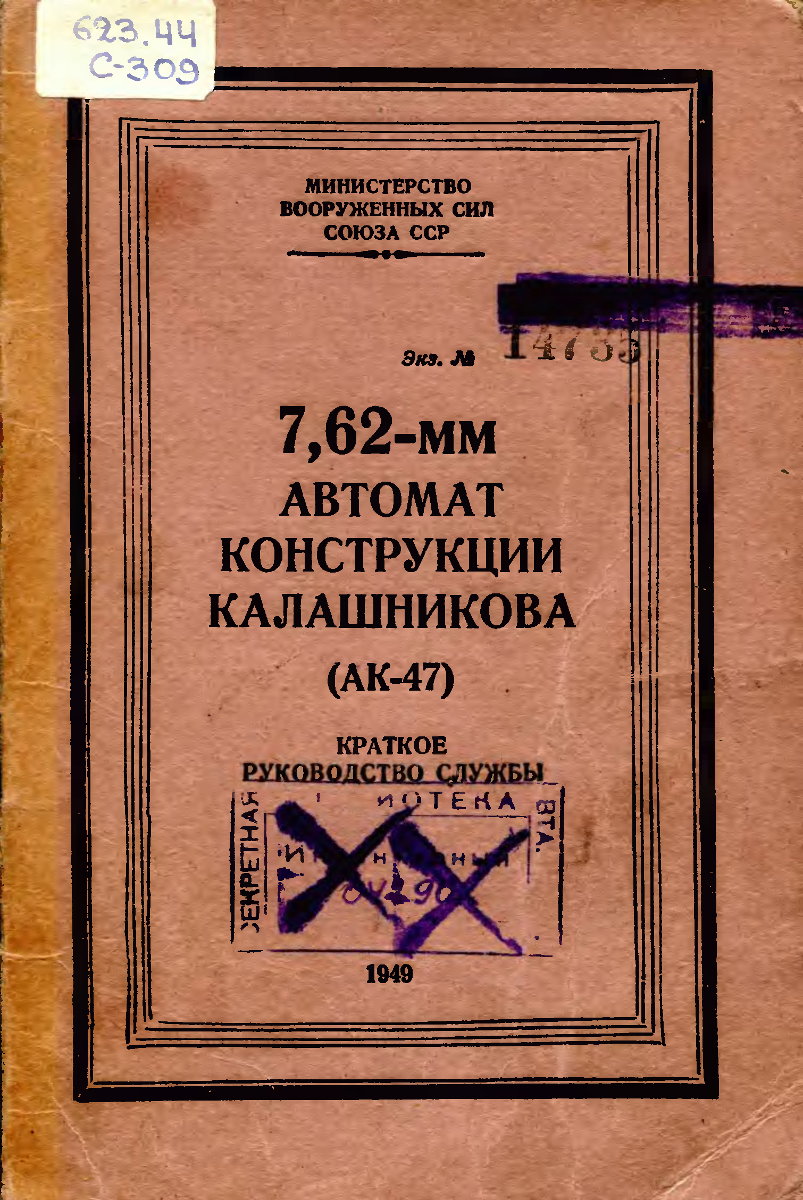
Radziecka instrukcja z nazwą „AK-47”, pierwszy rok produkcji seryjnej (1949)
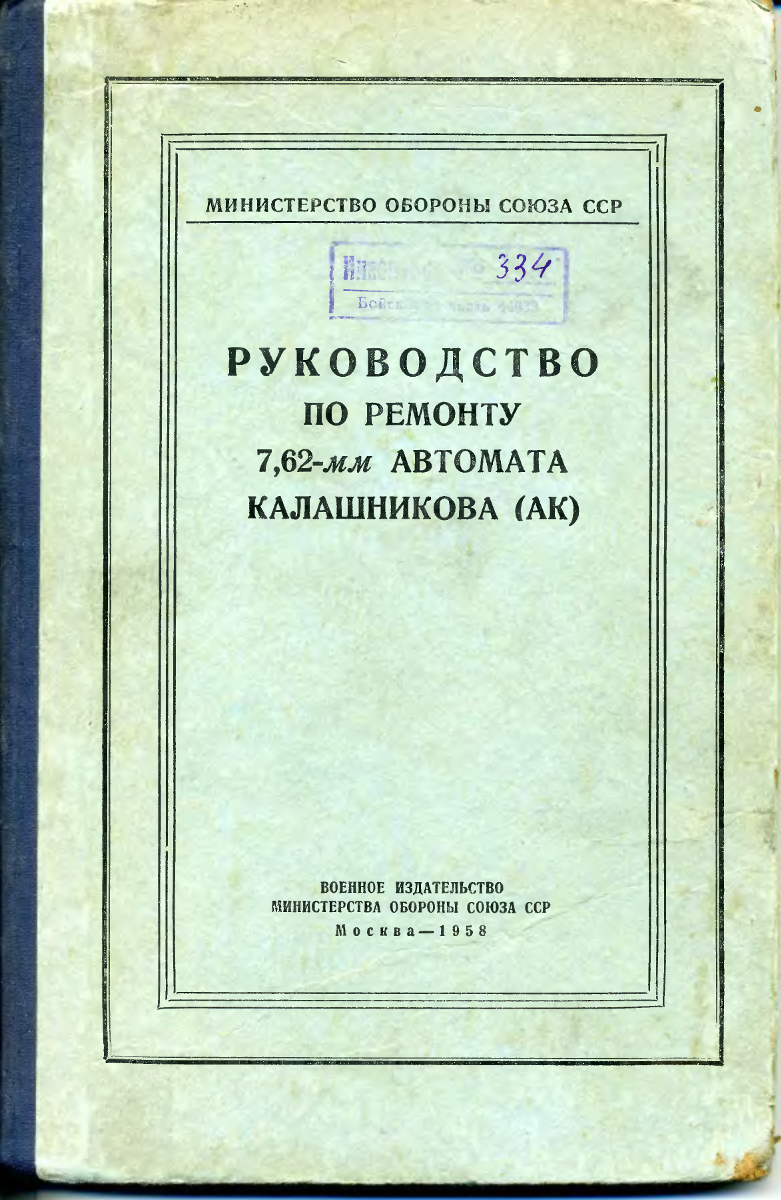
Radziecka instrukcja z nazwą „AK”, przedostatni rok produkcji seryjnej (1958)

Wobec karabinka Kałasznikowa w Polsce występował ponadto problem z jego klasyfikacją, ponieważ broń tego typu nie występowała nigdy wcześniej na wyposażeniu Wojska Polskiego. Z tego powodu aż do lat 60. XX w. AK określany był w Polsce jako „pistolet maszynowy” (7,62 mm pmK – 7,62 mm pistolet maszynowy Kałasznikowa), a dopiero potem zaczęto klasyfikować go jako karabinek (7,62 mm kbk AK – 7,62 mm karabinek AK).

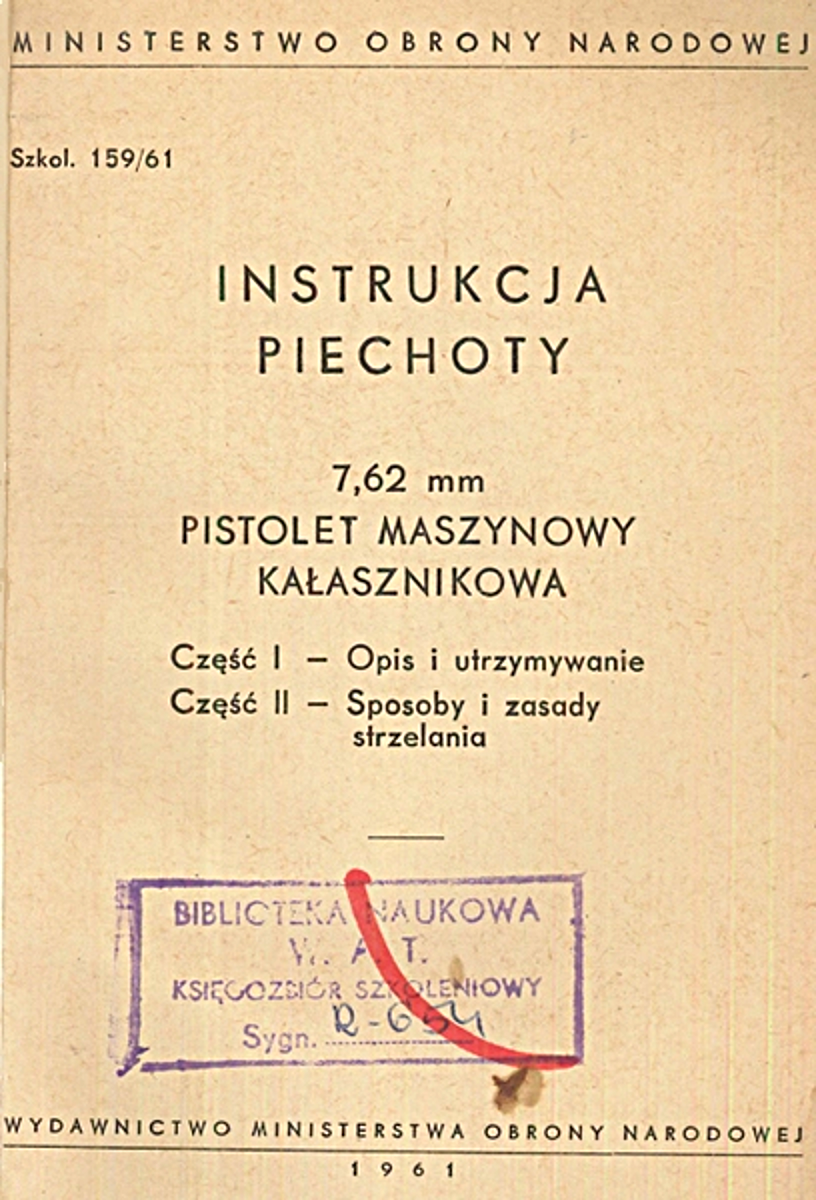
Polska instrukcja klasyfikująca karabinek AK jako „pistolet maszynowy” (1961)

### AK a StG44

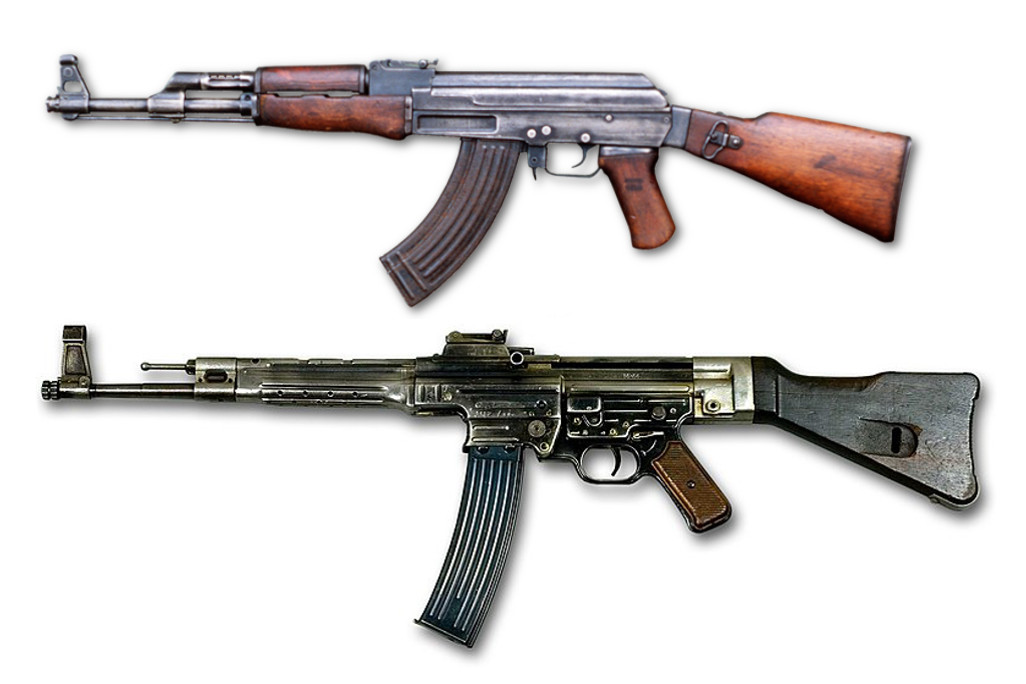
Porównanie karabinków AK i StG44
(zachowane proporcje)

W odniesieniu do karabinka AK często powtarzana jest teoria spiskowa jakoby był on kopią lub modyfikacją niemieckiego karabinka StG44. Teoria opiera się na pewnym podobieństwie wizualnym obu karabinków, jest jednak bezpodstawna, gdyż pod względem technicznym obie konstrukcje nie są ze sobą powiązane.
Dość powierzchowne podobieństwo karabinków, oprócz ogólnego układu ich elementów jak umieszczenie komory gazowej nad lufą i magazynka przed kabłąkiem spustu (co jest powszechnym układem w tego typu broni), przejawia się w zasadzie jedynie w przyrządach celowniczych i łukowych magazynkach (których kształt wymuszony był kształtem nabojów). Oba są karabinkami automatycznymi zasilanymi amunicją pośrednią, których automatyka oparta jest na odprowadzeniu gazów prochowych przez boczny otwór w lufie (rozwiązanie to było jednak powszechnie znane i stosowane już na przełomie XIX i XX w. a Rosjanie z powodzeniem zastosowali je w karabinach DP, AWS-36 i SWT-38/SWT-40, a więc na lata przed opracowaniem StG44 i jego protoplasty – MKb 42). Szczegółowe rozwiązania techniczne obu karabinków również są odmienne. Przede wszystkim różnią się zasadniczo konstrukcją i sposobem ryglowania zamka – w StG44 odbywa się ono przez przekoszenie zamka, a w AK przez jego obrót. Pociąga to za sobą dalsze różnice w konstrukcji obu broni. Rozwiązanie zamka zastosowane w AK jest przy tym lepsze z punktu widzenia technicznego. Istotną różnicą jest krótsza komora zamkowa AK. Dzięki innemu zamocowaniu sprężyny powrotnej, umożliwia ona zastosowanie składanej kolby, podczas gdy StG44 musiał mieć kolbę stałą, bo mieściła się w niej część tej sprężyny. Inny jest wreszcie sposób rozkładania i podział technologiczny obu karabinków. AK jest także nieco mniejszy i znacząco lżejszy.
Wizualne podobieństwo obu karabinków doprowadziło również do kuriozalnej pomyłki podczas budowy pomnika Michaiła Kałasznikowa w Moskwie. Odsłonięty w 2017 r. monument, projekt którego zaakceptował prezydent Federacji Rosyjskiej Władimir Putin, a w jego odsłonięciu brał udział minister kultury Władimir Miedinski, przedstawia postać konstruktora stojącą na postumencie, na którym umieszczono płaskorzeźbę z wizerunkami broni palnej projektowanej przez Kałasznikowa. Na płaskorzeźbie znalazł się również rysunek techniczny mający przedstawiać budowę karabinka AK, jednak po kilku dniach zauważono, że w rzeczywistości przedstawiono na nim karabinek StG44. Po wykryciu błędu płaskorzeźbę niezwłocznie zdemontowano w celu jej poprawienia.

## Wpływ kulturowy

Przykład muralu wykorzystującego motyw karabinka AK

Ze względu na swoją popularność, karabinek Kałasznikowa stał się z czasem ikoną popkultury. Pojawia się w licznych filmach oraz grach komputerowych, a jego motyw jest wykorzystywany również przez artystów tworzących murale, grafiki i utwory muzyczne. Za przykład obecności karabinka AK w kulturze mogą posłużyć niektóre prace Banksy’ego (np. Mona Lisa z AK47), utwór Kałasznikow skomponowany przez Gorana Bregovicia do filmu Underground Emira Kusturicy czy fakt przybrania pseudonimu artystycznego AK-47 przez polskiego rapera Adama Kubiaka. Ponadto wizerunek tej broni jest często wykorzystywany do produkcji różnego rodzaju gadżetów (np. breloków, koszulek czy butelek na alkohol).

Herb Burkina Faso (1984–1997)

Karabinek ten urósł także do rangi ważnego symbolu pojawiając się m.in. na godle i fladze Mozambiku, godle Burkiny Faso (lata 1984–1997), Timoru Wschodniego oraz fladze Hezbollahu.